# Aminokwasy białkowe

Ogólny wzór L-aminokwasu w projekcji Fischera

Aminokwasy białkowe – aminokwasy wchodzące w skład białek, łączące się z sobą wiązaniem peptydowym. Ze względu na pozycję grupy aminowej względem karboksylowej należą do tak zwanych α-aminokwasów, w których obie te grupy połączone są z atomem węgla α cząsteczki aminokwasu. Z wyjątkiem achiralnej glicyny, są to związki optycznie czynne o konfiguracji L, czyli mające grupę aminową po lewej stronie łańcucha głównego w projekcji Fischera.
Zazwyczaj wymienia się 20 podstawowych (tak zwanych kanonicznych) aminokwasów białkowych kodowanych przez kodony. Niektóre źródła podają dodatkowo: selenometioninę, selenocysteinę oraz pirolizynę. Selenocysteina ulega kotranslacyjnemu wbudowaniu w powstające białko, więc jest aminokwasem niekanonicznym, który nie powstaje poprzez modyfikacje potranslacyjne. W wyniku modyfikacji łańcuchów bocznych w trakcie translacji powstają: cystyna, hydroksylizyna, hydroksyprolina. Istnieje kilka teorii ogólnych wyjaśniających czemu akurat te 20 konkretne aminokwasy zostały wybrane na drodze ewolucji. W przypadku kilku aminokwasów znane są dokładne przyczyny np. ornityna i homoseryna ulegają cyklizacji zaburzając strukturę łańcucha głównego co skutkuje powstaniem białek o krótkim okresie półtrwania. Inną przyczyną może być wysokie podobieństwo strukturalne niektórych aminokwasów przez co mogą być one omyłkowo włączone do białek np. kanawanina będąca bliskim analogiem argininy jest z tego powodu wysoce toksyczna.
Ze względu na zdolność organizmu do syntezy danego związku wyróżnia się aminokwasy endogenne i egzogenne.

## D-Aminokwasy
Mimo że w przyrodzie dominują L-aminokwasy, spotyka się także ich enancjomery o konfiguracji D. Występują one naturalnie, na przykład w mikroorganizmach, roślinach i bezkręgowcach morskich. Powstają także podczas obróbki żywności, w wyniku racemizacji L-aminokwasów. Białka zawierające reszty D-aminokwasowe są gorzej trawione i mają niższą wartość odżywczą. Aktywność biologiczna D-aminokwasów różni się od naturalnych enancjomerów L, przy czym niektóre D-aminokwasy wywierają korzystny wpływ na organizm człowieka, a inne szkodliwy.

## Podstawowe aminokwasy białkowe
Poniżej przedstawiono tabele zawierającą nazwy wraz ze skrótowymi oznaczeniami, podstawowe informacje oraz właściwości fizykochemiczne dla 20 standardowych aminokwasów.
| Skrót 1-liter. | Skrót 3-liter. | Nazwa             | Wzór strukturalny | Polarność łańcucha bocznego | Charakter chemiczny | Możliwość biosyntezy (u człowieka) | Budowa łańcucha bocznego | Masa cząst.* | Punkt izoel. | pKa (α-COOH) | pKb (α-+NH3) | Promień van der Waalsa (Å³) |
| -------------- | -------------- | ----------------- | ----------------- | --------------------------- | ------------------- | ---------------------------------- | ------------------------ | ------------ | ------------ | ------------ | ------------ | --------------------------- |
| A              | Ala            | alanina           |                   | niepolarny                  | obojętny            | endogenny                          | alifatyczny              | 89,09404     | 6,11         | 2,46         | 9,41         | 67                          |
| C              | Cys            | cysteina          |                   | polarny                     | obojętny            | endogenny                          | S                        | 121,15404    | 5,05         | 1,92         | 10,7         | 86                          |
| D              | Asp            | kwas asparaginowy |                   | polarny                     | kwaśny              | endogenny                          | COOH                     | 133,10384    | 2,85         | 1,99         | 9,9          | 91                          |
| E              | Glu            | kwas glutaminowy  |                   | polarny                     | kwaśny              | endogenny                          | COOH                     | 147,13074    | 3,15         | 2,10         | 9,47         | 109                         |
| F              | Phe            | fenyloalanina     |                   | niepolarny                  | obojętny            | egzogenny                          | aromatyczny              | 165,19074    | 5,49         | 2,2          | 9,31         | 135                         |
| G              | Gly            | glicyna           |                   | niepolarny                  | obojętny            | endogenny                          | H                        | 75,06714     | 6,06         | 2,35         | 9,78         | 48                          |
| H              | His            | histydyna         |                   | polarny                     | zasadowy            | egzogenny warunkowo                | heterocykliczny          | 155,15634    | 7,60         | 1,80         | 9,33         | 108                         |
| I              | Ile            | izoleucyna        |                   | niepolarny                  | obojętny            | egzogenny                          | alifatyczny              | 131,17464    | 6,05         | 2,32         | 9,76         | 124                         |
| K              | Lys            | lizyna            |                   | polarny                     | zasadowy            | egzogenny                          |                          | 146,18934    | 9,60         | 2,16         | 9,06         | 135                         |
| L              | Leu            | leucyna           |                   | niepolarny                  | obojętny            | egzogenny                          | alifatyczny              | 131,17464    | 6,01         | 2,33         | 9,74         | 124                         |
| M              | Met            | metionina         |                   | niepolarny                  | obojętny            | egzogenny                          | S                        | 149,20784    | 5,74         | 2,13         | 9,28         | 124                         |
| N              | Asn            | asparagina        |                   | polarny                     | obojętny            | endogenny                          | CONH2                    | 132,11904    | 5,41         | 2,14         | 8,72         | 96                          |
| P              | Pro            | prolina           |                   | niepolarny                  | obojetny            | endogenny                          | heterocykliczny          | 115,13194    | 6,30         | 1,95         | 10,64        | 90                          |
| Q              | Gln            | glutamina         |                   | polarny                     | obojętny            | endogenny                          | CONH2                    | 146,14594    | 5,65         | 2,17         | 9,13         | 114                         |
| R              | Arg            | arginina          |                   | polarny                     | zasadowy            | egzogenny warunkowo                |                          | 174,20274    | 10,76        | 1,82         | 8,99         | 148                         |
| S              | Ser            | seryna            |                   | polarny                     | obojętny            | endogenny                          | OH                       | 105,09344    | 5,68         | 2,19         | 9,21         | 73                          |
| T              | Thr            | treonina          |                   | polarny                     | obojętny            | egzogenny                          | OH                       | 119,12034    | 5,60         | 2,09         | 9,1          | 93                          |
| V              | Val            | walina            |                   | niepolarny                  | obojętny            | egzogenny                          | alifatyczny              | 117,14784    | 6,00         | 2,39         | 9,74         | 105                         |
| W              | Trp            | tryptofan         |                   | niepolarny                  | obojętny            | egzogenny                          | aromatyczny              | 204,22844    | 5,89         | 2,46         | 9,41         | 163                         |
| Y              | Tyr            | tyrozyna          |                   | polarny                     | obojętny            | endogenny                          | aromatyczny              | 181,19124    | 5,64         | 2,20         | 9,21         | 141                         |

* Masa cząsteczkowa na podstawie średniej ważonej uwzględniającej procentową zawartość izotopu danego pierwiastka w przyrodzie. Powstanie wiązania peptydowego powoduje zmniejszenie masy łańcucha polipeptydowego o jedną cząsteczkę wody (czyli o 18,01524 Da).

### Ekspresja genetyczna
| Nazwa                | Skrót 1-liter. | Skrót 3-liter. | Kodon(y)                     | Częstotliwość w białkach Archeonów (%)& | Częstotliwość w białkach bakterii (%)& | Częstotliwość w białkach Eukaryontów (%)& | Częstotliwość w białkach człowieka (%)& | Liczba cząsteczek (×108) u (E. coli) |
| -------------------- | -------------- | -------------- | ---------------------------- | --------------------------------------- | -------------------------------------- | ----------------------------------------- | --------------------------------------- | ------------------------------------ |
| Alanina              | A              | Ala            | GCU, GCC, GCA, GCG           | 8,2                                     | 10,06                                  | 7,63                                      | 7,01                                    | 2,9                                  |
| Cysteina             | C              | Cys            | UGU, UGC                     | 0,98                                    | 0,94                                   | 1,76                                      | 2,3                                     | 0,52                                 |
| Kwas asparaginowy    | D              | Asp            | GAU, GAC                     | 6,21                                    | 5,59                                   | 5,4                                       | 4,73                                    | 1,4                                  |
| Kwas glutaminowy     | E              | Glu            | GAA, GAG                     | 7,69                                    | 6,15                                   | 6,42                                      | 7,09                                    | 1,5                                  |
| Fenyloalanina        | F              | Phe            | UUU, UUC                     | 3,86                                    | 3,89                                   | 3,87                                      | 3,65                                    | 1,1                                  |
| Glicyna              | G              | Gly            | GGU, GGC, GGA, GGG           | 7,58                                    | 7,76                                   | 6,33                                      | 6,58                                    | 3,5                                  |
| Histydyna            | H              | His            | CAU, CAC                     | 1,77                                    | 2,06                                   | 2,44                                      | 2,63                                    | 0,54                                 |
| Izoleucyna           | I              | Ile            | AUU, AUC, AUA                | 7,03                                    | 5,89                                   | 5,1                                       | 4,33                                    | 1,7                                  |
| Lizyna               | K              | Lys            | AAA, AAG                     | 5,27                                    | 4,68                                   | 5,64                                      | 5,72                                    | 2.0                                  |
| Leucyna              | L              | Leu            | UUA, UUG, CUU, CUC, CUA, CUG | 9,31                                    | 10,09                                  | 9,29                                      | 9,97                                    | 2,6                                  |
| Metionina            | M              | Met            | AUG                          | 2,35                                    | 2,38                                   | 2,25                                      | 2,13                                    | 0,88                                 |
| Asparagina           | N              | Asn            | AAU, AAC                     | 3,68                                    | 3,58                                   | 4,28                                      | 3,58                                    | 1,4                                  |
| Pirolizyna           | O              | Pyl            | UAG*                         | 0                                       | 0                                      | 0                                         | 0                                       | 0                                    |
| Prolina              | P              | Pro            | CCU, CCC, CCA, CCG           | 4,26                                    | 4,61                                   | 5,41                                      | 6,31                                    | 1,3                                  |
| Glutamina            | Q              | Gln            | CAA, CAG                     | 2,38                                    | 3,58                                   | 4,21                                      | 4,77                                    | 1,5                                  |
| Arginina             | R              | Arg            | CGU, CGC, CGA, CGG, AGA, AGG | 5,51                                    | 5,88                                   | 5,71                                      | 5,64                                    | 1,7                                  |
| Seryna               | S              | Ser            | UCU, UCC, UCA, UCG, AGU, AGC | 6,17                                    | 5,85                                   | 8,34                                      | 8,33                                    | 1,2                                  |
| Treonina             | T              | Thr            | ACU, ACC, ACA, ACG           | 5,44                                    | 5,52                                   | 5,56                                      | 5,36                                    | 1,5                                  |
| Selenocysteina       | U              | Sec            | UGA**                        | 0                                       | 0                                      | 0                                         | >0                                      | 0                                    |
| Walina               | V              | Val            | GUU, GUC, GUA, GUG           | 7,8                                     | 7,27                                   | 6,2                                       | 5,96                                    | 2,4                                  |
| Tryptofan            | W              | Trp            | UGG                          | 1,03                                    | 1,27                                   | 1,24                                      | 1,22                                    | 0,33                                 |
| Tyrozyna             | Y              | Tyr            | UAU, UAC                     | 3,35                                    | 2,94                                   | 2,87                                      | 2,66                                    | 0,79                                 |
| Kodon terminacyjny † | –              | Term           | UAA, UAG, UGA††              |                                         |                                        |                                           | –                                       |                                      |

* UAG koduje normalnie kodon stopu (amber), jednak w przypadku niektórych bakterii i archeonów kodon ten skutkuje wstawieniem pirolizyny.
** UGA koduje normalnie kodon stopu (opal), jednak w przypadku niektórych bakterii i archeonów kodon ten skutkuje wstawieniem selenocysteiny.
† Kodony stopu zwykle nie kodują aminokwasów i zostały dodane dla kompletności kodu genetycznego.
†† Kodony UAG oraz UGA nie zawsze działają jako kodony stopu (patrz wyżej).
& Częstotliwość aminokwasów określono na podstawie średniej z proteomów (135 archeonów, 3775 bakterii, 614 eukariontów) oraz białek ludzkich (21006 białek).

## Produkcja przemysłowa
Roczna światowa produkcja podstawowych aminokwasów i ich soli wyniosła w 2005 r. ok. 3,3 mln ton, z czego ok. 95% stanowiła produkcja trzech z nich – kwasu glutaminowego i jego soli (głównie glutaminianu sodu), DL-metioniny i lizyny (głównie w postaci chlorowodorku).